# Бранчере (Кремона)
Бранчере је насеље у Италији у округу Кремона, региону Ломбардија.
Према процени из 2011. у насељу је живело 113 становника. Насеље се налази на надморској висини од 34 м.